# Novomykhaïlivka (raïon de Pokrovsk)
Novomikhaïlovka
Pour les articles homonymes, voir Novomikhaïlovka.
Novomykhaïlivka (ukrainien : Новомихайлівка) ou Novomikhaïlovka (russe : Новомихайловка) est un village de l'oblast de Donetsk, en Ukraine. Ce village, peuplé d'environ 1 500 habitants avant la guerre, passe sous le contrôle des forces russes en avril 2024.

## Géographie
Situé dans le raïon de Pokrovsk, Novomykhaïlivka se trouve à moins de 40 kilomètres au sud-ouest de Donetsk, dans le Donbass.  Le village se trouve à une douzaine de kilomètres au sud de Marïnka et est desservi par la route Marïnka-Vouhledar.

## Histoire
Le village a été fondé en 1837.
Novomykhaïlivka étant proche de la ligne de front de la guerre du Donbass, il y a eu des combats dans et autour du village, défendu par la 28e brigade ukrainienne, les 29 octobre et 18 décembre 2014 ainsi que 3 juin 2015 lors de la bataille de Marïnka. 
Lors de l'invasion russe de l'Ukraine, la bataille pour le village a commencé à la fin de l'automne 2023. Pour s'emparer du village, les Russes ont concentré 10 brigades et régiments avec jusqu'à 30 000 soldats. À la suite des combats de janvier 2024, le village a été complètement détruit. 
De la fin de l'automne à avril 2024, la 79e brigade d'assaut aérien revendique avoir détruit 314 unités d'équipement russes.
Le 22 avril 2024, la Russie revendique la prise du village. Le même jour, le chef des renseignements militaires ukrainiens, Kyrylo Boudanov, concède qu'il s'attend à « une période difficile, à la mi-mai et début juin ». Situé sur la ligne de front entre Marïnka, dont la Russie a pris le contrôle en décembre 2023, et Vouhledar, qui reste un objectif majeur pour Moscou,.
Le 28 avril, le commandant en chef des forces armées ukrainiennes, Oleksandr Syrsky, indique que les troupes ukrainiennes se sont retirées à l'ouest des villages de Berdytchi, Semenivka et Novomykhaïlivka dans l'oblast de Donetsk